# Coris roseoviridis
Coris roseoviridis Randall, 1999 è un pesce di acqua salata appartenente alla famiglia Labridae.

## Distribuzione e habitat
Proviene dalle barriere coralline dell'oceano Pacifico, in particolare di Isole Australi, Tuamotu, Pitcairn e Isole Cook. Vive sia nelle barriere che nelle zone vicine, con fondali sabbiosi, spesso ricche di vegetazione acquatica, fino a 58 m di profondità. A volte viene trovato anche nelle pozze di scogliera.

## Descrizione
Presenta un corpo abbastanza compresso lateralmente, allungato, e con la testa dal profilo appuntito. La pinna caudale ha il margine arrotondato. La lunghezza massima registrata è di 19 cm.
Gli esemplari giovanili hanno il dorso rosso chiaro, e subito sotto una fascia arancione orizzontale, che passa dall'occhio e termina sul peduncolo caudale. Il ventre e le pinne, non particolarmente allungate, sono bianchi.
La colorazione degli adulti è composta da aree dai margini irregolari prevalentemente di due colori, rosa e verde, e da quello deriva appunto roseoviridis. Il ventre è rosato, mentre le pinne sono dello stesso colore del corpo.

## Biologia
Sconosciuta, ma probabilmente simile a quella delle altre specie del genere Coris.

## Conservazioni
Questa specie è diffusa in alcune aree marine protette e non sembra essere minacciata da particolari pericoli, quindi viene classificata come "a rischio minimo" (LC) dalla lista rossa IUCN.